# Jane Bathori
Jane Bathori, pseudonimo di Jeanne-Marie Berthier (Parigi, 14 giugno 1877 – Parigi, 25 gennaio 1970), è stata un mezzosoprano francese. Fu famosa sul palcoscenico operistico e importante per lo sviluppo della musica francese contemporanea.

## Biografia

### Primi anni e formazione
Jane Bathori originariamente studiò pianoforte e pianificò una carriera come concertista, ma presto si dedicò al canto, facendo il suo debutto professionale nel 1898 al piccolo Théâtre de la Bodinière in rue Saint-Lazare in un concerto per celebrare il poeta Paul Verlaine. Nello stesso anno debuttò nei grands concerts ai Concerts du Conservatoire in occasione dei quali conobbe Maurice Ravel delle cui opere fu in seguito spesso interprete; in seguito si esibì ne La Naissance de Vénus di Fauré e la Messe de Requiem di Saint-Saëns. Durante la stagione 1899-1900 fece la sua prima apparizione sul palcoscenico lirico dell'Opéra di Nantes. Tra i suoi primi ruoli compaiono anche parti di soprano come Mimi in La bohème e Micaëla in Carmen.
All'inizio del 1900 Jane Bathori iniziò a studiare con il tenore Pierre-Émile Engel, che sposò nel 1908. Divenne famosa per la sua interpretazione del ciclo di canzoni di Ravel Shéhérazade e cantò nelle anteprime delle sue Histoires naturelles (di cui una era dedicata a lei) e delle sue Chansons madécasses. Nel 1917 divenne direttrice del Théâtre du Vieux-Colombier.
All'inizio degli anni 1920 ebbe un ruolo importante nella diffusione della nuova musica di questo periodo, in particolare delle composizioni di alcuni membri dei Les Six, interpretando molte delle anteprime delle loro opere e di altri autori.
Durante gli anni 30 Jane Bathori apparve ogni anno al Teatro Colón di Buenos Aires. Nel 1935 ebbe la Legion d'onore per il suo contributo alla musica francese. Durante l'occupazione tedesca della Francia nella seconda guerra mondiale, fece di Buenos Aires la sua sede. Dopo il suo ritorno in Francia, insegnò canto e tenne discorsi frequenti per la radio francese.
Jane Bathori morì a Parigi nel 1970, all'età di 92 anni.